# 英利國際置業
英利國際置業股份有限公司，簡稱英利國際置業，以及英利國際置業股份（英語：Ying Li International Real Estate Limited，SGX：5DM），在2008年10月31日，從聲威國際有限公司換取上市而來。

## 历史
現時主要業務在重慶經營房地產開發樓宇建設，現時董事會主席及總裁為方明。而成立企業則在1993年創立，也就是重慶英利置業發展有限公司控股公司。而最為矚目物業是英利国际金融中心，也是本公司總部位置。